# アカハジロ
アカハジロ（赤羽白、Aythya baeri）は、鳥綱カモ目カモ科ハジロ属に分類される鳥類。

## 分布
インド、タイ王国、中華人民共和国、朝鮮民主主義人民共和国、ネパール、バングラデシュ、ベトナム、ミャンマー、ロシア東部
中華人民共和国北東部やロシア東部で繁殖し、冬季になると中華人民共和国南部や東南アジアへ南下し越冬する。日本には冬季に越冬のためまれに飛来する（冬鳥）。

## 形態
全長46センチメートル。翼長オス21 - 23.3センチメートル、メス18.6 - 20.3センチメートル。体重680 - 880グラム。頸部はやや長い。
嘴の色彩は青灰色や暗青色。後肢は灰色。
オスの成鳥は虹彩は白や淡黄色。繁殖期のオスは頭部が緑色の光沢がある黒。頸部は黒い。背は褐色や黒褐色。胸部の羽衣は赤褐色、腹部や尾羽基部の下面（下尾筒）を被う羽毛は白い。雨覆の色彩は黒褐色で、風切羽の色彩は白い。非繁殖期のオス（エクリプス）は全身の羽衣が褐色や黒褐色。メスは眼先に淡色斑が入る。虹彩は褐色。

## 生態
植物の根などを食べるが、動物質も食べると考えられている。潜水して採食を行う。
繁殖様式は卵生。周囲が開けていて、ヨシ類や水生植物が繁茂した河川や池の水辺に巣を作る。6 - 9個の卵を産む。抱卵期間は27日。

## 人間との関係
繁殖地である中華人民共和国での水田開発による湿地の破壊、食用として繁殖地である中華人民共和国での卵の大規模な採集・越冬地での毒餌などを用いた狩猟などにより、生息数は激減していると考えられている。繁殖地での観光やレジャーによる攪乱による影響も、懸念されている。1994年における生息数は、10,000羽以下と推定されている。2008年の報告では生息数は、1,000羽未満と推定されている。
日本
上記の通りまれな冬鳥であり、日本は主要な越冬地ではないと考えられている。2013年までの環境省による調査報告では、2003年（1月に12羽が確認されている）を除いて1996年以降は10羽以上飛来した記録はなく、2009年の調査では確認されていない。1973年以前はオシドリを除くカモ類が狩猟鳥獣だったため狩猟されていた可能性はあるが、以降は狩猟されていないため日本国内の飛来数減少の原因は不明とされる。
情報不足（DD）（環境省レッドリスト）

## 画像

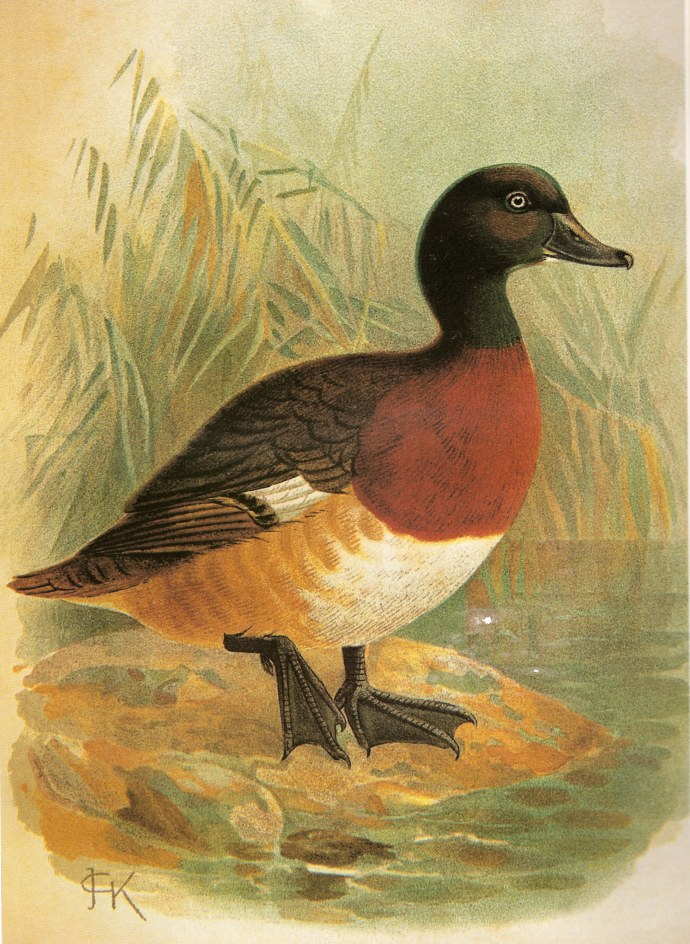
イラスト